# Leipoldtville
 Leipoldtville  ist ein Dorf in der Lokalgemeinde Cederberg, im Distrikt West Coast der südafrikanischen Provinz Westkap. Es liegt 21 Kilometer nordöstlich von Elands Bay, drei Kilometer westlich von Graafwater im Sandveld an der Straße R365.
Der Name nimmt Bezug auf den Geistlichen C. Friederch Leipoldt. Dieser war zwischen 1888 und 1910 Niederländisch-reformierter Pfarrer in Clanwilliam und ist der Vater des Literaten C. Louis Leipoldt. Pfarrer Leipoldt erwarb sich bei den Farmern der entlegenen Gebiete hohes Ansehen, weil er sie mit geistlichem Beistand versorgte.

## Geografie
Die Ortschaft entstand 1905 am Ufer des am Langvleirivier. Sie befindet sich im Zentrum der Landschaft Sandveld. In 2011 hatte der Ort 298 Einwohner.
Die wichtigste wirtschaftliche Basis für die Einwohner bilden die umliegenden Agrarbetriebe. Dort werden hauptsächlich Kartoffeln angebaut.

## Sehenswürdigkeiten
- Frühlingsblüte

Nach dem Winterregen überzieht sich im südafrikanischen Frühjahr (Juli/August) die Landschaft rund um das Dorf mit einer Vielzahl von Blüten. Die sukkulente Geranie Pelargonium appendiculatum ist hier endemisch.

## Söhne und Töchter des Ortes
- Dirk Jakobus van Zyl (* 10. Juni 1941), südafrikanischer Historiker